# Simtek
A Simtek (Simulation Technology) egy autóverseny-istálló volt, mely 1994-ben és 1995-ben részt vett a Formula–1-es világbajnokságon.

## Formula–1-ben

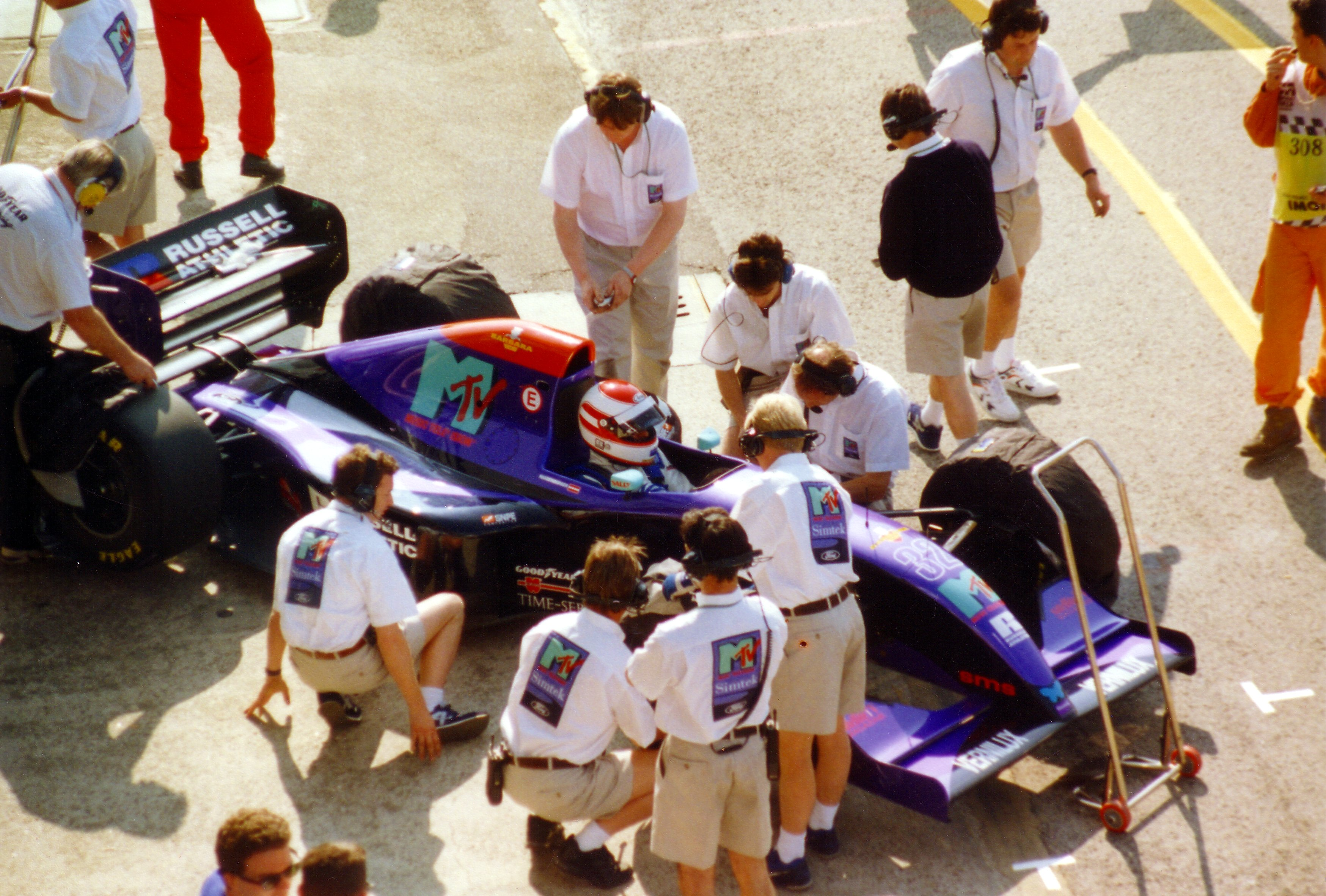
Ratzenberger a Simtek autójában az 1994-es San Marinó-i nagydíjon, nem sokkal végzetes balesete előtt

A csapat 1994-ben debütált a Formula–1-es világbajnokságon. Az évet David Brabham és Roland Ratzenberger versenyzőkkel kezdték meg. A szezonnyitó brazil nagydíj időmérő edzésén messze a mezőny végén teljesített a csapat két pilótája. Brabham az utolsó rajthelyet szerezte meg, Ratzenberger pedig nem ért el a futamon való induláshoz szükséges köridőt, így ő el sem rajtolhatott a viadalon. A következő, csendes óceáni versenyre mind a két autó kvalifikálta magát, azonban ekkor is csak a mezőny végén teljesítettek. A szezon harmadik versenyének időmérőjén, San Marinóban versenyzőjük, az osztrák Ratzenberger kicsúszott a pályáról az egyik kanyarban, majd úgy döntött, hogy megkezd még egy gyors kört. Miután ellenőrizte gyors irányváltásokkal, hogy az autó nem sérült meg, megkezdte következő körét. Az első vezetőszárnya teljes terhelésnél, röviddel a teljes gázzal vehető Villeneuve-kanyarba érkezéskor eltört. Ez az autó irányíthatatlanná válását okozta és az osztrák versenyző már nem tudta elkerülni az ütközést, szinte teljes sebességgel (314,9 km/óra) a betonfalnak csapódott, majd a következő kanyarban megállt. A teljesen összeroncsolódott autóban a pilóta feje természetellenesen félrebicsaklott. Az edzést megállították, a mentőcsapatok pillanatokon belül a helyszínre érkeztek és megkezdték küzdelmüket Ratzenberger életéért, de már nem lehetett segíteni rajta. Az osztrák versenyző szinte azonnal belehalt a csigolya- és koponyatörésébe. Ezt nem sokkal a Maggiore kórházba való szállítása után jelentették be. Ez volt az első haláleset Formula–1-es versenyhétvégén Riccardo Paletti 1982-es Kanadában elszenvedett balesete óta, és Elio de Angelis 1986-os tesztbalesete óta Roland Ratzenberger volt az első, aki Formula–1-es autóban vesztette életét.

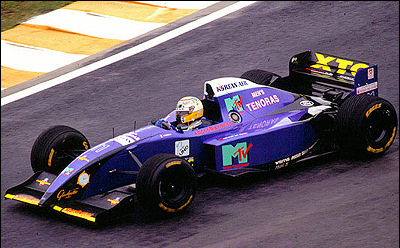
Domenico Schiattarella az 1995-ös autóval

A balesetet követően Ayrton Senna, Michael Schumacher és Gerhard Berger létrehozták a GPDA-t, a versenyzők érdekvédelmi szervezetét, hogy a pályák és az autók biztonságáért tegyenek. A következő napon Ayrton Senna is életét vesztette. A következő, monacói nagydíjon az első két rajtkockát szabadon hagyták és egy brazil, illetve egy osztrák zászlót festettek rájuk a két elhunyt versenyző tiszteletére.
Ratzenberger és Senna balesete után több műszaki szabályváltoztatás életbe lépett, szigorították a törésteszteket, magasították a pilótafülke oldalfalait és hosszú fejlesztések után a HANS-t is bevezették 2003-ban, amely az osztrák versenyző sérüléseihez hasonlók megakadályozását szolgálja.
Ayrton Senna autójában a balesete után egy vérrel átitatott osztrák zászlót találtak: ezt lengetve akart volna tisztelegni győzelme esetén Roland Ratzenberger emlékére.
A Simtek alakulata a soron következő monacói futamon csak egy autót indított. A spanyol nagydíjon pedig Andrea Montermini indult a második autóval. Ezt követően Jean-Marc Gounon, Domenico Schiattarella és Inoue Taki is lehetőséget kapott a csapatnál David Brabham mellett. A csapat nem szerzett pontot a szezonban, legjobb eredményét Gounon ért el, amikor is kilencedikként ért célba a francia futamon.

## Teljes Formula–1-es eredménylista
(Táblázat értelmezése)

(Félkövér: pole-pozícióból indult; dőlt: leggyorsabb kört futott) 

| Év   | Modell      | Motor      | Abroncs | Versenyzők             | 1   | 2   | 3   | 4   | 5   | 6   | 7   | 8   | 9   | 10  | 11  | 12  | 13  | 14  | 15  | 16  | 17  | Pont | Helyezés |
| ---- | ----------- | ---------- | ------- | ---------------------- | --- | --- | --- | --- | --- | --- | --- | --- | --- | --- | --- | --- | --- | --- | --- | --- | --- | ---- | -------- |
| 1994 | Simtek S941 | Ford HB V8 | G       |                        | BRA | PAC | SMR | MON | ESP | CAN | FRA | GBR | GER | HUN | BEL | ITA | POR | EUR | JPN | AUS |     | 0    | -        |
| 1994 | Simtek S941 | Ford HB V8 | G       | David Brabham          | 12  | Ki  | Ki  | Ki  | 10  | 14  | Ki  | 15  | Ki  | 11  | Ki  | Ki  | Ki  | Ki  | 12  | Ki  |     | 0    | -        |
| 1994 | Simtek S941 | Ford HB V8 | G       | Roland Ratzenberger    | Nk  | 11  | Ni  |     |     |     |     |     |     |     |     |     |     |     |     |     |     | 0    | -        |
| 1994 | Simtek S941 | Ford HB V8 | G       | Andrea Montermini      |     |     |     |     | Nk  |     |     |     |     |     |     |     |     |     |     |     |     | 0    | -        |
| 1994 | Simtek S941 | Ford HB V8 | G       | Jean-Marc Gounon       |     |     |     |     |     |     | 9   | 16  | Ki  | Ki  | 11  | Ki  | 15  |     |     |     |     | 0    | -        |
| 1994 | Simtek S941 | Ford HB V8 | G       | Domenico Schiattarella |     |     |     |     |     |     |     |     |     |     |     |     |     | 19  |     | Ki  |     | 0    | -        |
| 1994 | Simtek S941 | Ford HB V8 | G       | Inoue Taki             |     |     |     |     |     |     |     |     |     |     |     |     |     |     | Ki  |     |     | 0    | -        |
| 1995 | Simtek S951 | Ford ED V8 | G       |                        | BRA | ARG | SMR | ESP | MON | CAN | FRA | GBR | GER | HUN | BEL | ITA | POR | EUR | PAC | JPN | AUS | 0    | -        |
| 1995 | Simtek S951 | Ford ED V8 | G       | Domenico Schiattarella | Ki  | 9   | Ki  | 15  | Ni  |     |     |     |     |     |     |     |     |     |     |     |     | 0    | -        |
| 1995 | Simtek S951 | Ford ED V8 | G       | Jos Verstappen         | Ki  | Ki  | Ki  | 12  | Ki  |     |     |     |     |     |     |     |     |     |     |     |     | 0    | -        |

## Külső hivatkozások
Csapatról az archive.org honlapon